# 保昌县
保昌县，中国古县名。
北宋天圣（1023年—1032年）初年，避仁宗讳，改湞昌县置。治所在今广东省南雄市。历为南雄州、南雄路、南雄府治。清朝嘉庆十一年（1806年），省入南雄州。